# Hencovce
Hencovce é um município da Eslováquia, situado no distrito de Vranov nad Topľou, na região de Prešov. Tem 5,76 km² de área e sua população em 2018 foi estimada em 1.351 habitantes.

## Demografia
| Ano:        | 1994 | 2004 | 2014   | 2024   |
| ----------- | ---- | ---- | ------ | ------ |
| Broj ljudi: | 0    | 1259 | 1341   | 1340   |
| Razlika:    |      | –    | +6,51% | -0,07% |

| Ano:               | 2023 | 2024   |
| ------------------ | ---- | ------ |
| Número de pessoas: | 1315 | 1340   |
| Diferença:         |      | +1,90% |